# Station Goes
Station Goes is een spoorwegstation in de Nederlandse stad Goes in de provincie Zeeland.

## Geschiedenis

### Eerste stationsgebouw
Het eerste stationsgebouw stamt uit 1863 en werd geopend in 1 juli 1868. Het station was een Waterstaatstation van de vierde klasse en was een van de vijftien stations die ooit in deze klasse was gebouwd. Het gebouw was ontworpen door de ingenieur Karel Hendrik van Brederode. Het station was sinds de opening meerdere malen uitgebreid.

### Tweede stationsgebouw
In 1980 of 1982 werd het eerste station vervangen door een nieuw gebouw van de hand van architect Koen van der Gaast. De oorspronkelijke perronoverkapping werd echter behouden. Het eilandperron van station Goes kan vanuit de stationshal, die ten noorden van de sporen ligt, bereikt worden door middel van een voetgangerstunnel. In 2002 werd de tunnel verlengd en voorzien van een tweede uitgang aan de zuidzijde van het station.
Het loket is sinds 9 december 2012 gesloten. Er zijn op het station kaartjesautomaten en een kiosk te vinden.

## Ligging
Het station ligt aan de lijn Roosendaal - Vlissingen, de zogenaamde "Zeeuwse Lijn". Het station bevindt zich net ten zuiden van het stadscentrum van Goes. 
Het spoor loopt dwars door de stad, op vaak geringe afstand van woonwijken. Vanwege de grote overlast die omwonenden van met name het goederenvervoer hebben, was het plan om het spoor tussen de Buys Ballotstraat en de van Hertumweg verdiept aan te leggen. Omdat de kosten (geschat op ruim €40 miljoen) volgens de studies niet opwegen tegen de geringe vermindering van de geluidsoverlast is deze optie geschrapt. Een definitieve oplossing voor de hinder voor aan het spoor wonende mensen is er zodoende nog steeds niet.
Even ten westen van het NS-station is het station en depot van de stoomtrein Goes - Borsele gevestigd. Deze organisatie onderhoudt met vrijwilligers een toeristische stoomtreindienst naar Hoedekenskerke.

## Treinen die stoppen op station Goes
De volgende treinen van de NS doen station Goes aan in de dienstregeling 2025:
| Serie | Treinsoort     | Route | Bijzonderheden |
| ----- | -------------- | --- | --- |
| 2200  | Intercity (NS) | Amsterdam Centraal – Amsterdam Sloterdijk – Haarlem – Leiden Centraal – Den Haag HS – Delft – Schiedam Centrum – Rotterdam Centraal – Dordrecht – Roosendaal – Goes – Vlissingen | Rijdt op weekdagen overdag 1x/uur en vormt een halfuurdienst met series 2300 (tussen Amsterdam Centraal en Roosendaal) en 6500 (tussen Roosendaal en Vlissingen). 's Avonds en in het weekend rijdt deze serie 2x/uur. |
| 2300  | Intercity (NS) | Amsterdam Centraal – Amsterdam Sloterdijk – Haarlem – Leiden Centraal – Den Haag HS – Delft – Schiedam Centrum – Rotterdam Centraal – Dordrecht – Roosendaal – Goes – Vlissingen | Rijdt alleen op weekdagen overdag en rijdt 1x/uur. Vormt tussen Amsterdam Centraal en Roosendaal een halfuursdienst met serie 2200. 's Avonds en in het weekend rijdt serie 2200 2x/uur.                               |
| 6500  | Sprinter (NS)  | Roosendaal – Bergen op Zoom – Goes – Middelburg – Vlissingen | Rijdt doordeweeks 1x per uur. Rijdt niet 's avonds en in het weekend. |

In de late avond rijdt de op een na laatste Intercity richting Amsterdam Centraal niet verder dan Rotterdam Centraal. De laatste Intercity rijdt zelfs niet verder dan Roosendaal. Deze twee laatste treinen stoppen tot Roosendaal op alle tussengelegen stations.

## Busvervoer op station Goes
De volgende buslijnen stoppen bij station Goes:
| Lijn | Route | Vervoerder                          | Soort     | Opmerkingen                                                                      |
| ---- | --- | ----------------------------------- | --------- | -------------------------------------------------------------------------------- |
| 20   | Goes - 's-Heerenhoek - Terneuzen - Axel - Absdale - Hulst | Connexxion                          | Streekbus |                                                                                  |
| 23   | Goes - 's-Heer Hendrikskinderen - 's-Heer Arendskerke - Heinkenszand - 's-Heerenhoek (- Borssele) | Van Oeveren x AMZ i.o.v. Connexxion | Streekbus | In de spits van/naar Borssele; rijdt niet 's avonds en op zondag                 |
| 27   | Goes - Kloetinge - Kapelle - Wemeldinge - Yerseke | AMZ i.o.v. Connexxion               | Streekbus | Ringlijn in Yerseke, rijdt niet 's avonds en op zondag                           |
| 31   | Goes - Kortgene - Geersdijk - Wissenkerke - Kamperland | Van Oeveren x AMZ i.o.v. Connexxion | Streekbus | Ringlijn in Kamperland, rijdt niet op zondag                                     |
| 132  | Goes - Wilhelminadorp - Colijnsplaat - Zeelandbrug - Zierikzee | Van Oeveren x AMZ i.o.v. Connexxion | Streekbus |                                                                                  |
| 184  | Goes: Station - Zeelandhallen - Ziekenhuis | AMZ i.o.v. Connexxion               | Stadsbus  | Rijdt niet 's avonds en in het weekend                                           |
| 185  | Goes: Station - Watertoren - Ziekenhuis | Connexxion                          | Stadsbus  | Rijdt niet 's avonds en in het weekend                                           |
| 580  | 1. Goes Station - Kloetinge - Goes Noordhoek - Kattendijke 2. Goes: Station - Noordhoek - Goese Diep | Connexxion                          | Buurtbus  | Rijdt niet 's avonds en in het weekend                                           |
| 582  | Goes - Wilhelminadorp - Wolphaartsdijk - Oud-Sabbinge | Connexxion                          | Buurtbus  | Rijdt niet 's avonds en in het weekend                                           |
| 595  | Goes - 's-Gravenpolder - Langeweegje - Kwadendamme - Hoedekenskerke | Connexxion                          | Buurtbus  | Rijdt niet 's avonds en in het weekend                                           |
| 628  | Westenschouwen → Burgh → Haamstede → Renesse → Noordwelle → Serooskerke → Zierikzee Busstation - Zierikzee Sas - Colijnsplaat [→ Goes Omnium]/[- Goes Station - Goes Albert Joachimikade (- Goes Omnium)] | Van Oeveren i.o.v. Connexxion       | Schoolbus | 's Ochtends in de richting van Goes, 's middags in de richting van Zierikzee     |
| 629  | Bruinisse - Oosterland - Nieuwerkerk - Ouwerkerk - Goes | Van Oeveren i.o.v. Connexxion       | Schoolbus | 's Ochtends in de richting van Goes, 's middags in de richting van Bruinisse     |
| 638  | Goes: Station - Omnium | Van Oeveren x AMZ i.o.v. Connexxion | Schoolbus | 's Ochtends in de richting van Omnium, 's middags in de richting van het station |
| 639  | Goes - Kloetinge - Biezelinge - Schore - Hansweert - Kruiningen - Oostdijk - Krabbendijke | Connexxion                          | Schoolbus | 's Ochtends in de richting van Goes, 's middags in de richting van Krabbendijke  |
| 643  | Goes - Krabbendijke - Tholen - Oud-Vossemeer - Sint Philipsland - Sint-Annaland | Van Oeveren x AMZ i.o.v. Connexxion | Schoolbus | 's Ochtends in de richting van Goes, 's middags in de richting van Sint-Annaland |
| 644  | Stavenisse - Sint-Maartensdijk - Tholen (← Stationsbuurt) - Krabbendijke - Kruiningen - (Biezelinge ← Kloetinge ←) Goes                                                                                   | AMZ x Next i.o.v. Connexxion        | Schoolbus | 's Ochtends in de richting van Goes; 's middags in de richting van Stavenisse    |
| 645  | (Zaamslag → Terneuzen → 's-Heerenhoek →) Goes (→ 's-Gravenpolder) - Kruiningen - Krabbendijke | Next i.o.v. Connexxion              | Schoolbus |                                                                                  |
| 646  | Middelburg - Arnemuiden - Goes | Van Oeveren i.o.v. Connexxion       | Schoolbus | 's Ochtends in de richting van Goes; 's middags in de richting van Middelburg    |
| 923  | Goes - 's-Heer Hendrikskinderen - 's-Heer Arendskerke - Heinkenszand - 's-Heerenhoek | GVC                                 | Haltetaxi | Rijdt alleen 's avonds en op zondag                                              |
| 927  | Goes - Wemeldinge - Yerseke | GVC                                 | Haltetaxi | Rijdt alleen 's avonds en op zondag                                              |
| 982  | Goes - Wilhelminadorp - Oud-Sabbinge | GVC                                 | Haltetaxi | Rijdt alleen 's avonds en in het weekend                                         |
| 986  | Goes - Kattendijke | GVC                                 | Haltetaxi |                                                                                  |
| 995  | Goes - 's-Gravenpolder - Kwadendamme - Hoedekenskerke | GVC                                 | Haltetaxi | Rijdt alleen 's avonds en in het weekend                                         |

## Voorzieningen
- Er is een bewaakte fietsenstalling
- Er zijn meerdere onbewaakte fietsenstallingen
- Er zijn meerdere parkeerterreinen voor auto's
- Er is een taxistandplaats
- Er rijdt een treintaxi

## Afbeeldingen

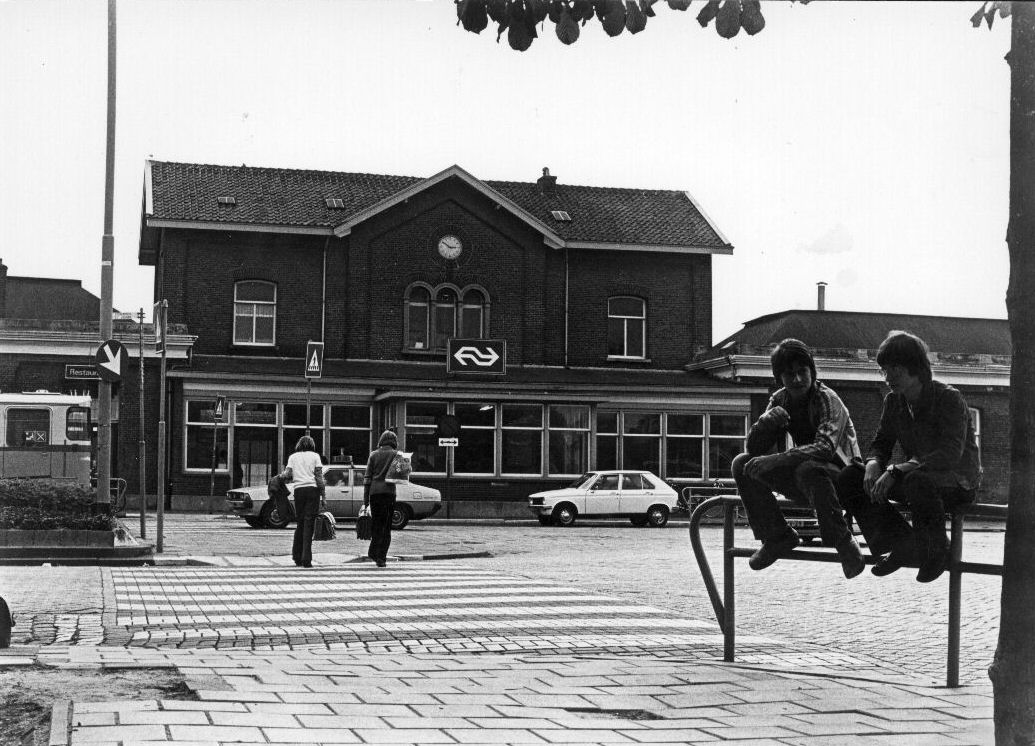
Het voormalige station, 1979 - 1982
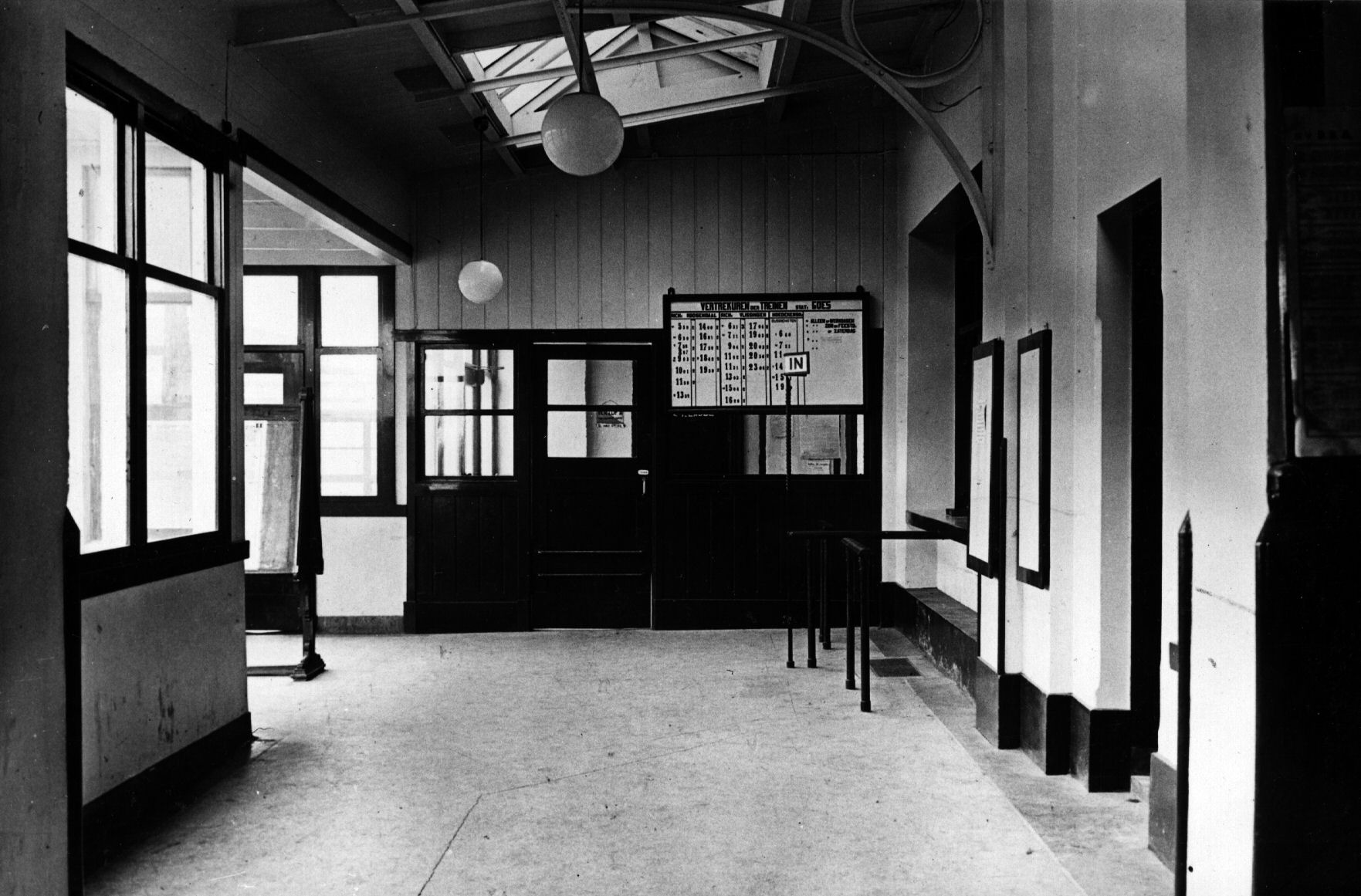
De hal van het voormalige station, 1945 - 1950
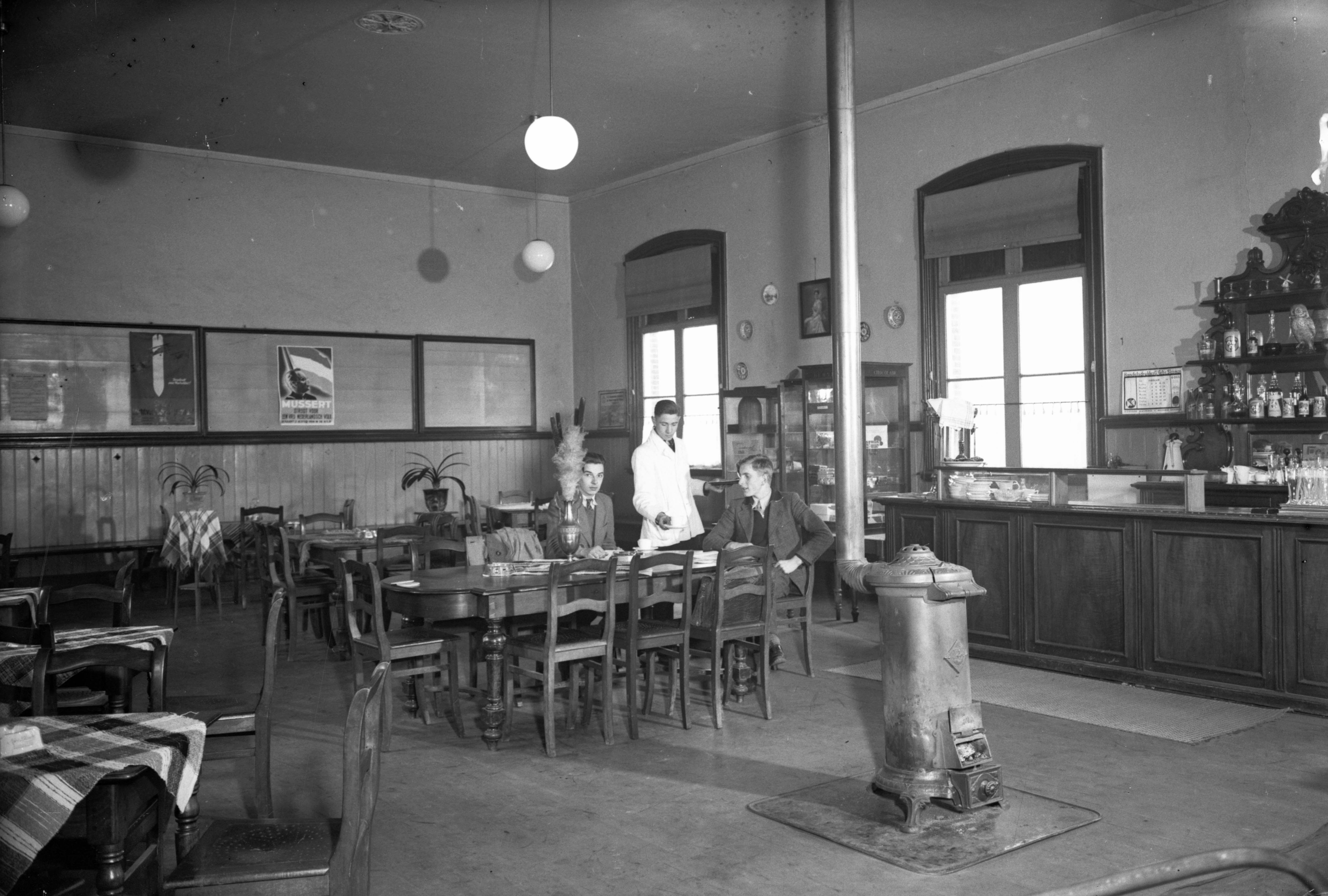
Wachtkamer derde klasse van het voormalige station, 1941
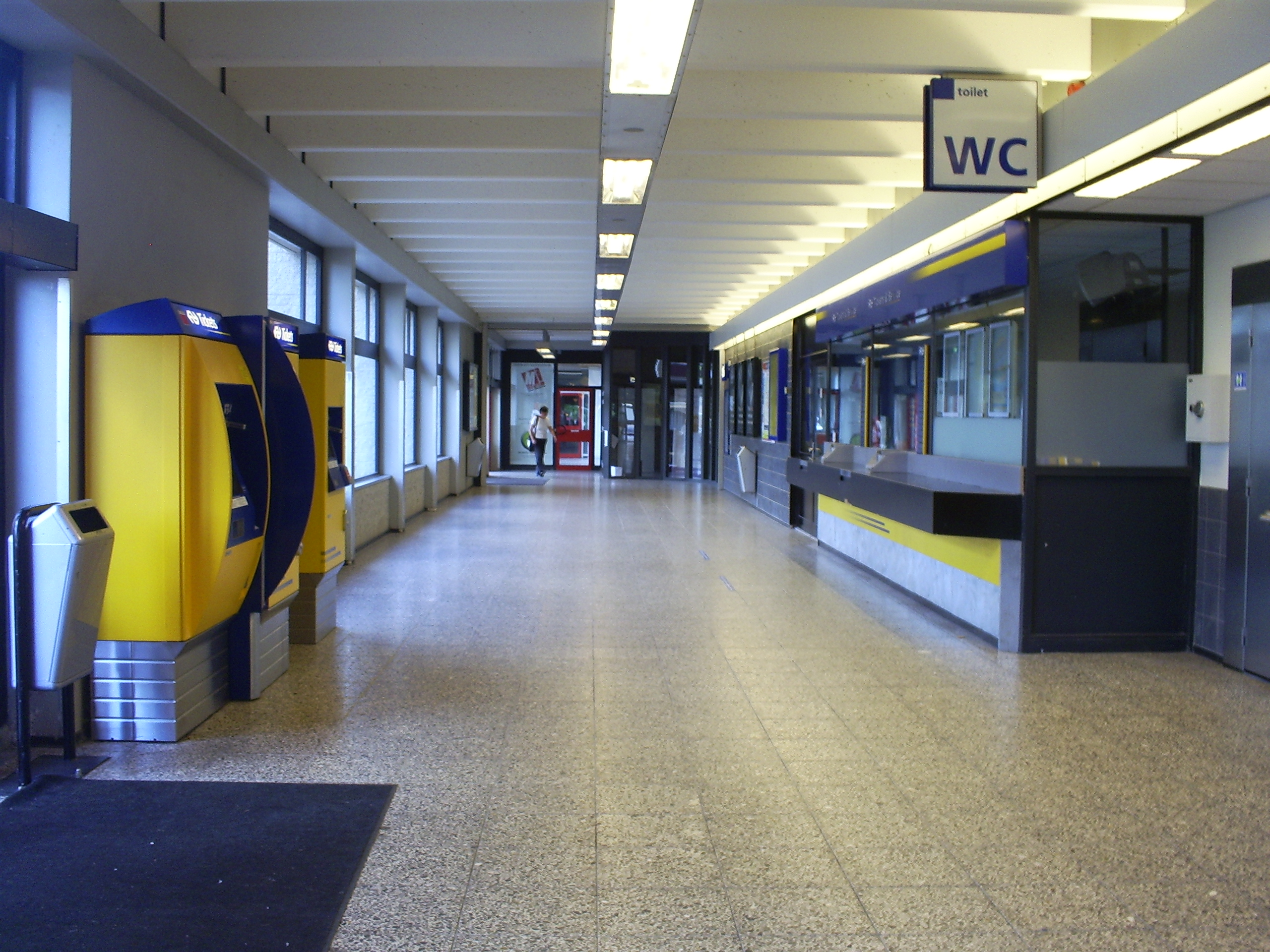
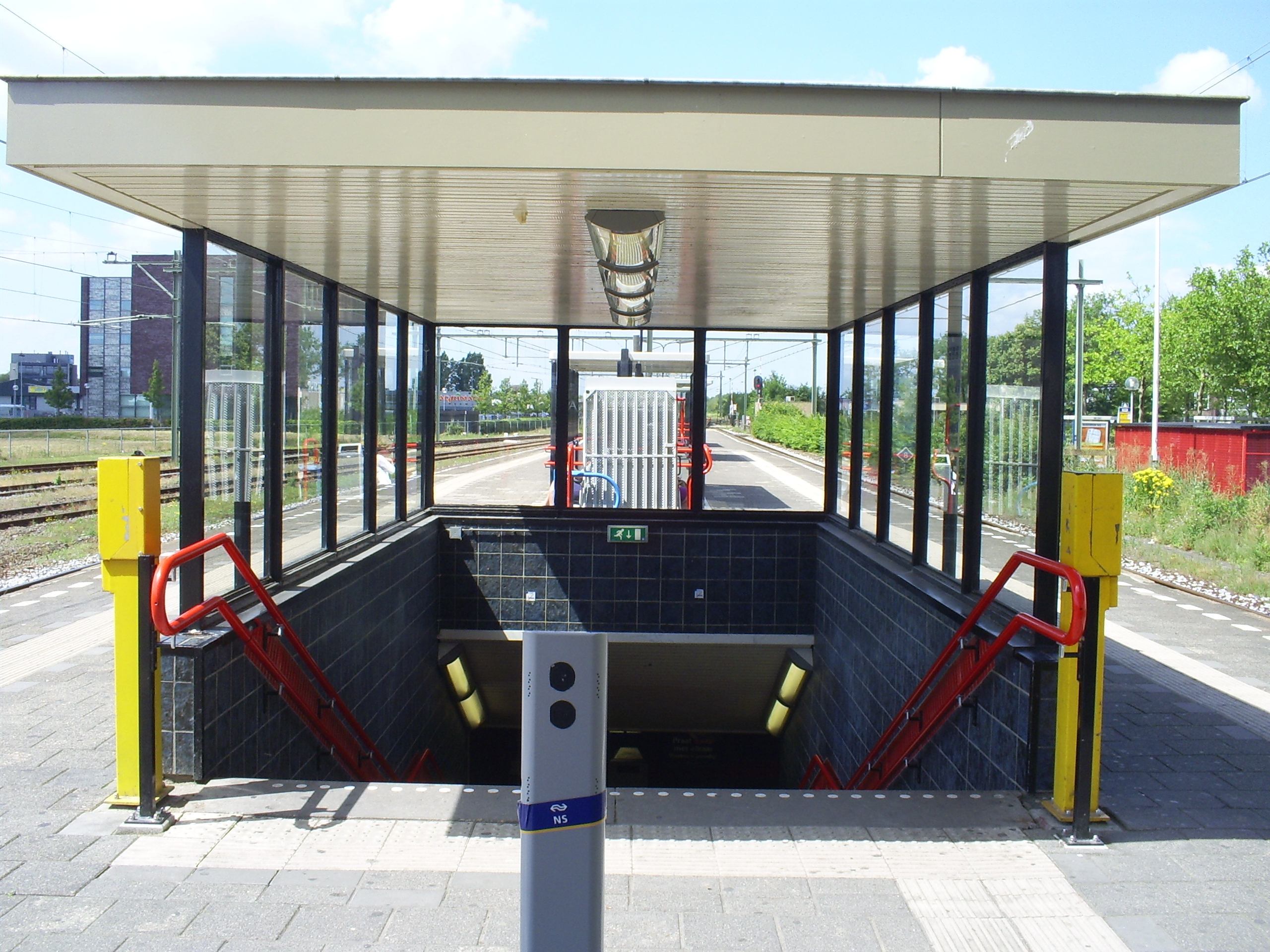
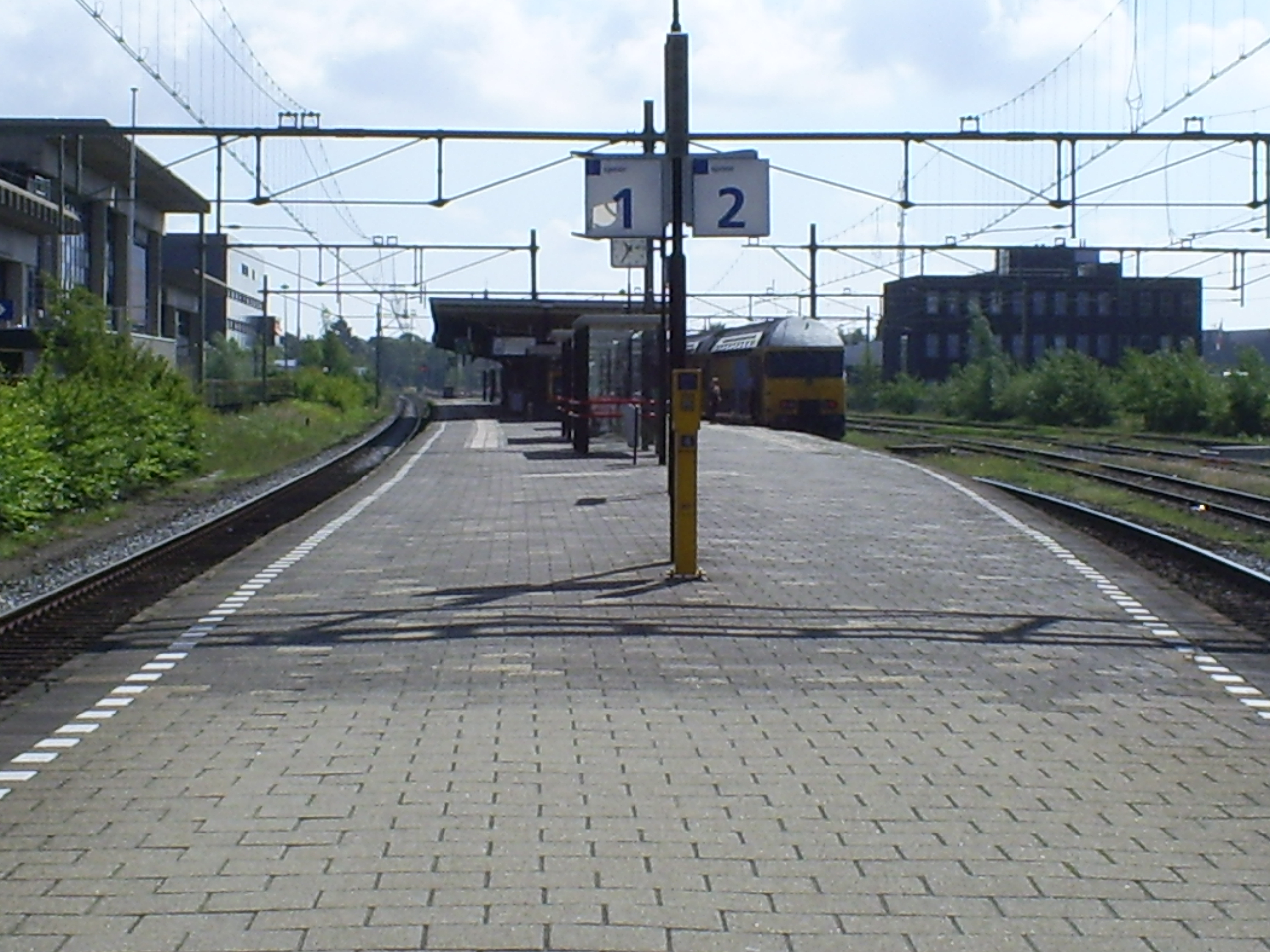
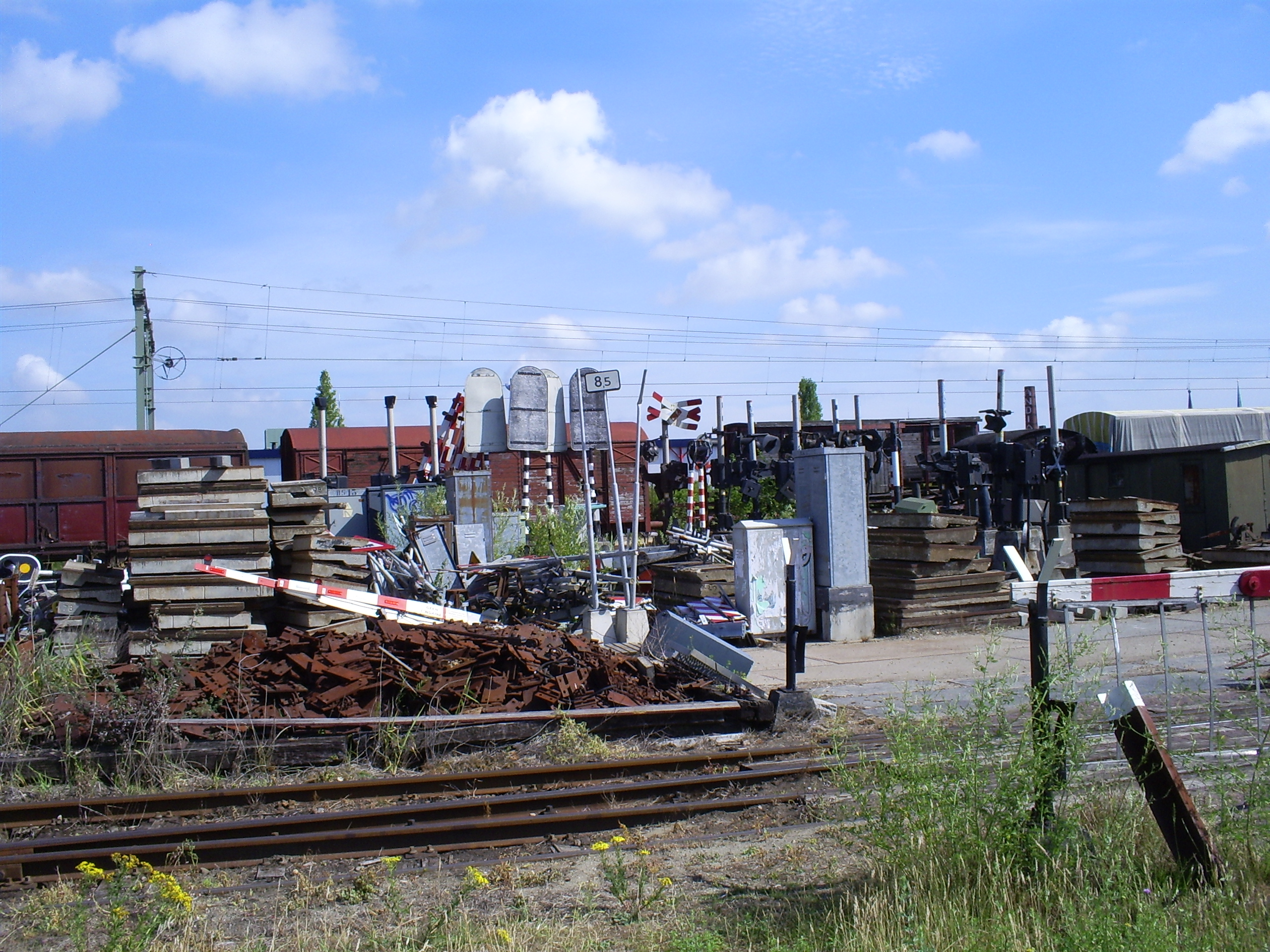
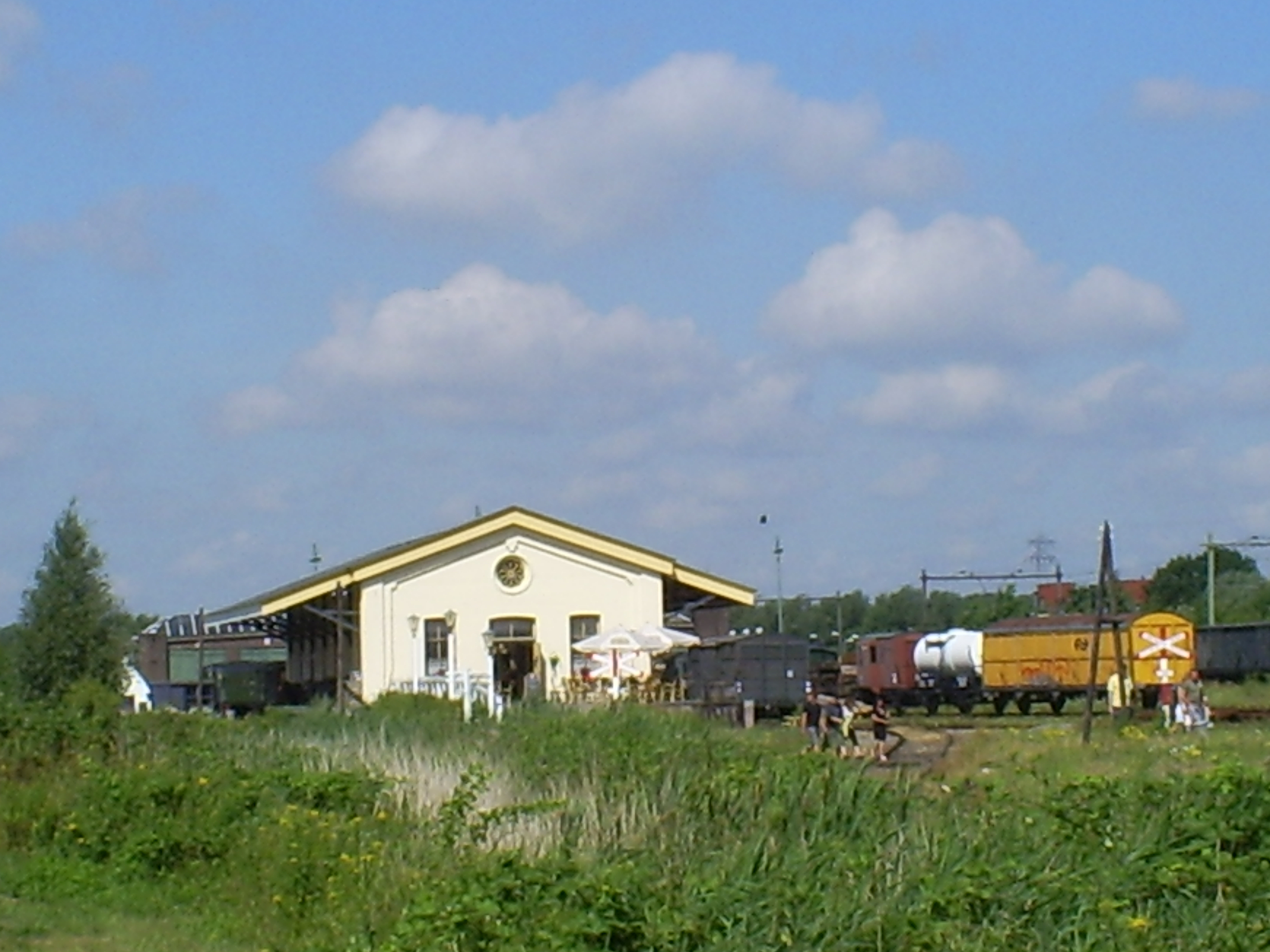
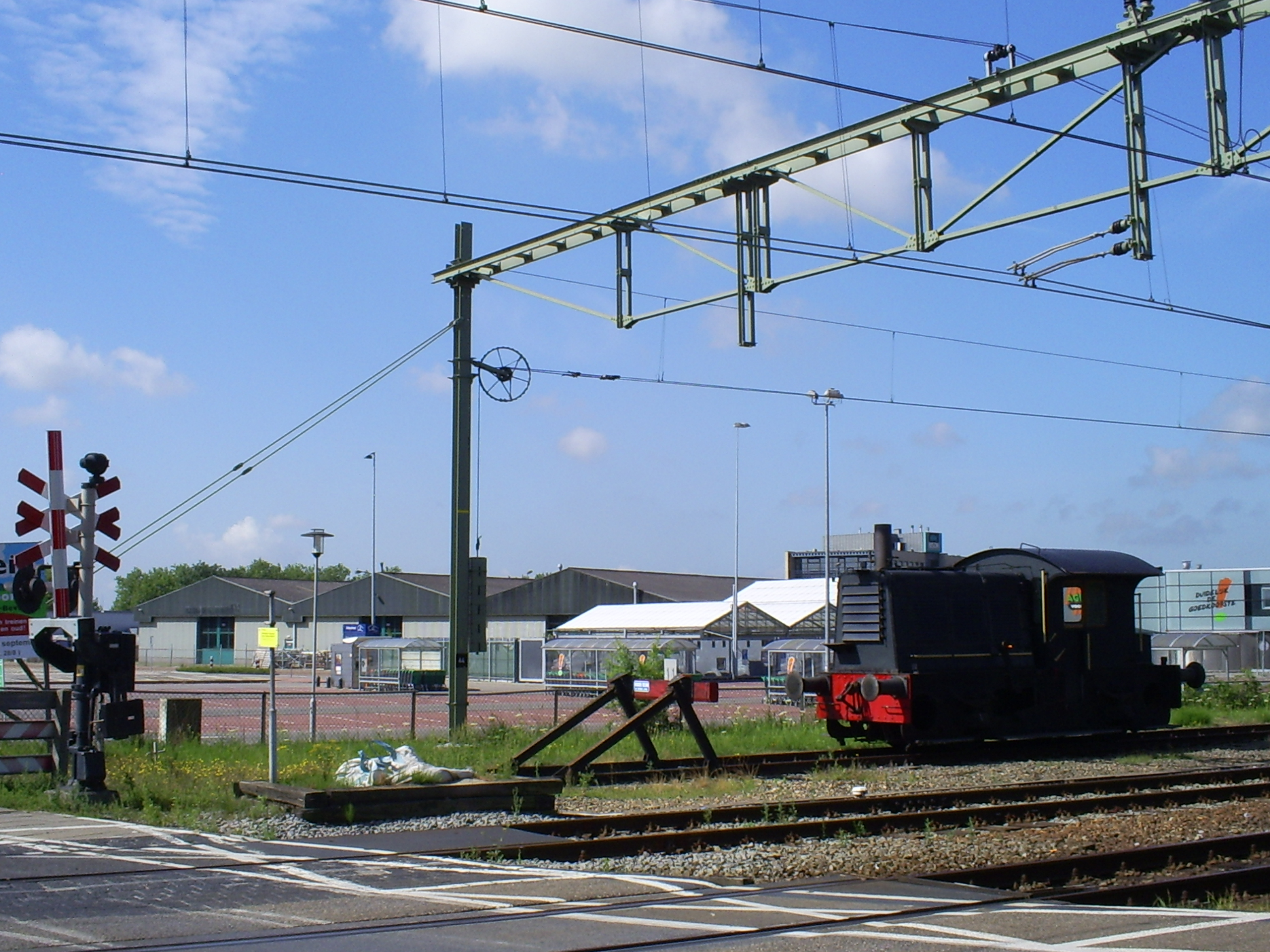
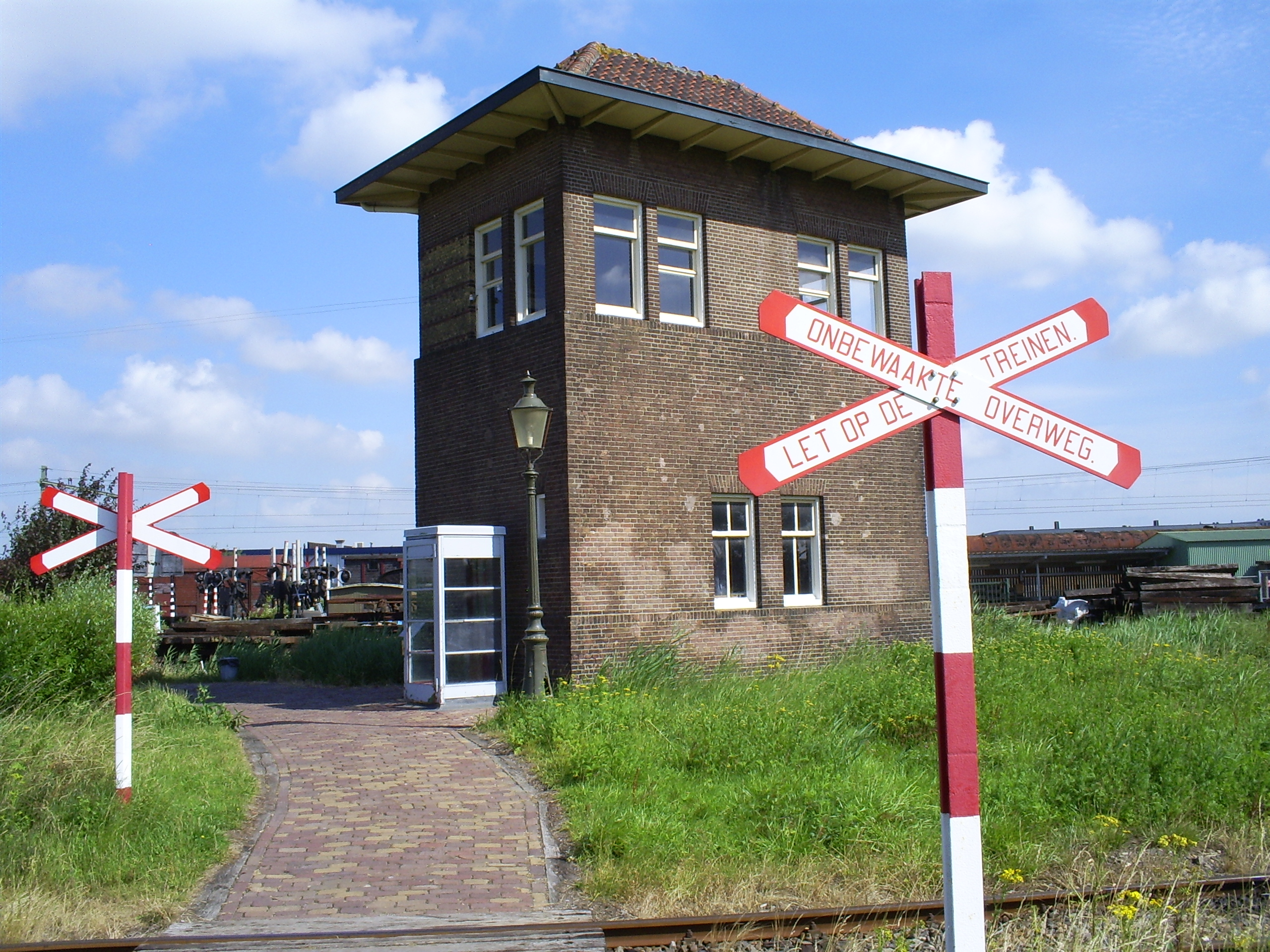
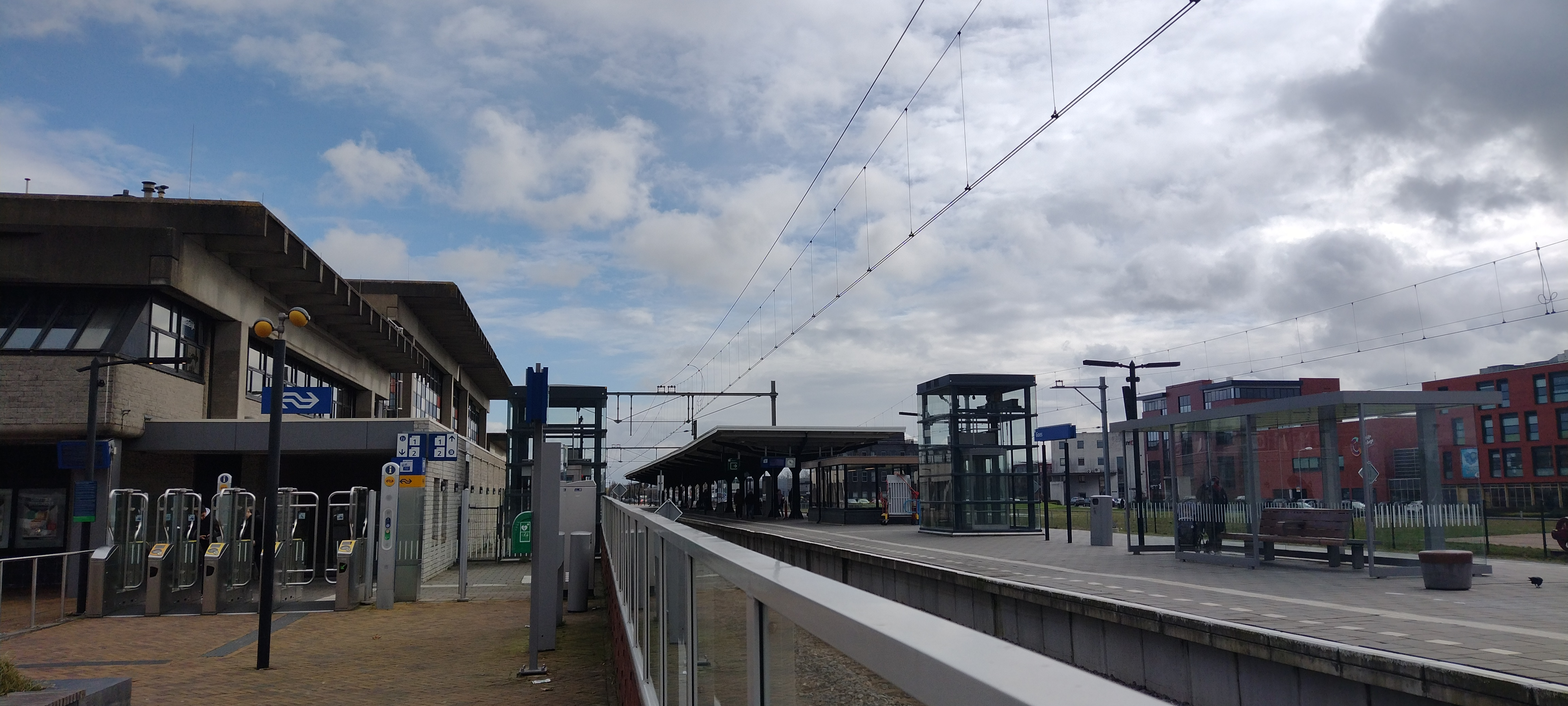
Perron van het station. Links de poortjes
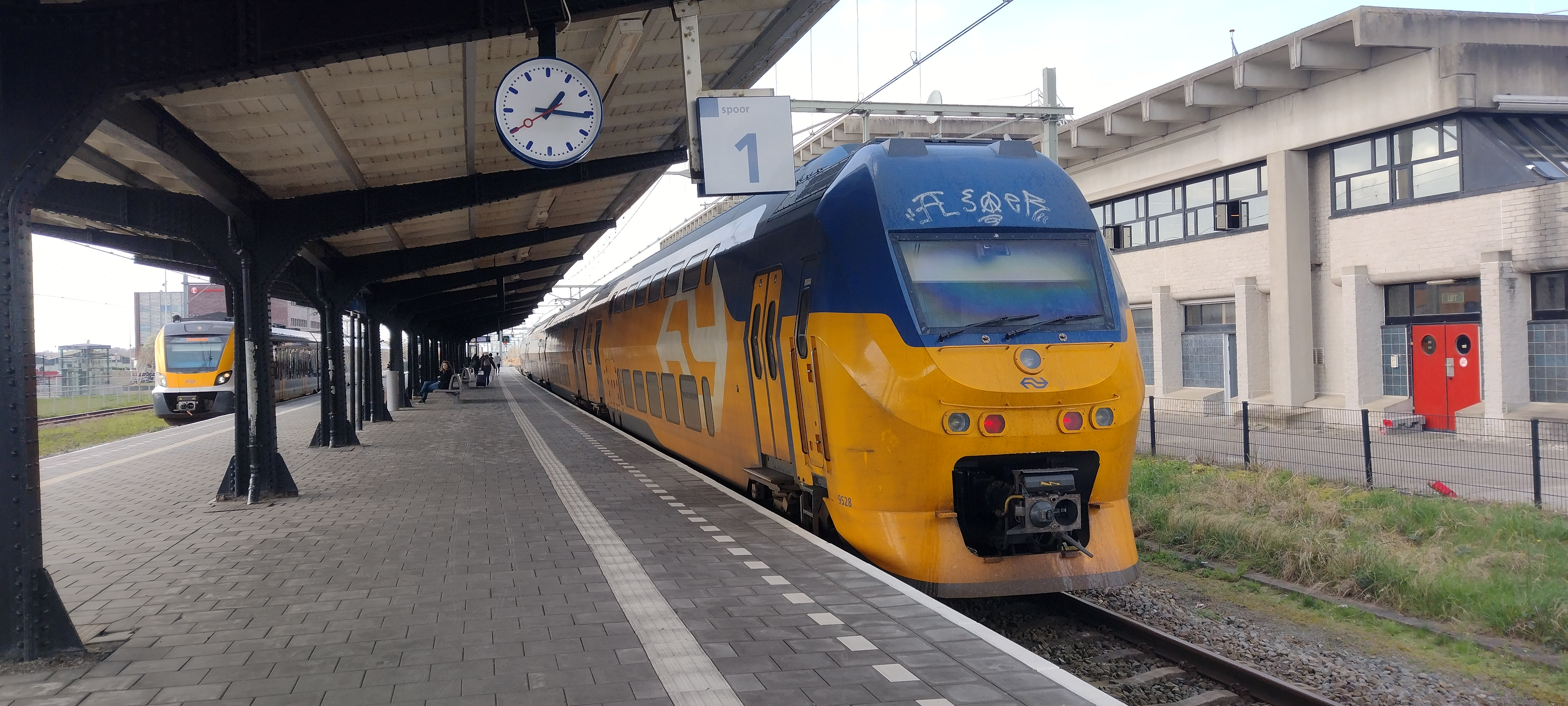
Intercity en sprinter op het station

## Ontwikkeling aantal reizigers
Het aantal door NS vervoerde reizigers (per gemiddelde werkdag) ontwikkelde zich sedert 2019 als volgt:
| Jaar | Aantal reizigers |
| ---- | ---------------- |
| 2019 | 7.087            |
| 2020 | 3.657            |
| 2021 | 4.315            |
| 2022 | 5.610            |
| 2023 | 5.769            |
| 2024 | 5.786            |

0,0: Roosendaal ·
6,6: Wouw ·
12,5: Bergen op Zoom ·
18,4: Woensdrecht ·
28,2: Rilland-Bath ·
31,5: Krabbendijke ·
Oostdijk ·
38,2: Kruiningen-Yerseke ·
40,3: Vlake ·
44,1: Kapelle-Biezelinge ·
49,2: Goes ·
54,3: 's-Heer Arendskerke ·
Noord Kraaijert ·
64,5: Arnemuiden ·
68,3: Middelburg ·
71,0: Oost Souburg ·
72,0: Vlissingen Souburg ·
73,7: Vlissingen Stad ·
74,4: Vlissingen
0: Goes ·
5: 's-Heer Arendskerke ·
7: Oude Nieuwlandpolder ·
9: Heinkenszand ·
10: Oudelandscheweg ·
11: Nieuwe Kraaijertpolder ·
12: 's-Heerenhoek ·
14: Nieuwdorp ·
15: Borsselsche Dijk ·
17: Borssele ·
20: Borssele Steiger ·
21: Westeindsche Dijk ·
24: Driewegen-Ovezande ·
26: Ellewoutsdijk ·
28: Oudelande ·
30: Baarland ·
32: St. Antoniepolder ·
33: Hoedekenskerke ·
35: Kwadendamme ·
38: Nisse ·
39: 's-Gravenpolder-'s-Heer Abtskerke ·
41: Bosscheweg ·
44: Goes
0: Goes · 1: Kloetinge Postweg · 2: Kloetinge · 4: Dopweg · 5: Kattendijke · 6: Oude Polderweg · 7: Wemeldinge Zandweg · 8: Wemeldinge
0: Goes · 2: 's-Heer Hendrikskinderen · 4: 's-Heer Arendskerke tram · 6: Perponcherpolder · 7: Heerenpolder · 8: Wolphaartsdijk · 9: Bijsterweg · 10: Wolphaartsdijkse Veer
Arnemuiden · 
Goes · 
Kapelle-Biezelinge · 
Krabbendijke · 
Kruiningen-Yerseke · 
Middelburg · 
Rilland-Bath · 
Vlissingen · 
-Souburg
Voormalige stations: zie de lijst van voormalige spoorwegstations in Zeeland